# Ceraclea ancylus
Ceraclea ancylus là một loài Trichoptera trong họ Leptoceridae. Chúng phân bố ở miền Tân bắc.